# 胜利路街道 (重庆市)
胜利路街道，是中华人民共和国重庆市永川区下辖的一个乡镇级行政单位。

## 行政区划
胜利路街道下辖以下地区：
张家坡社区、胜利路社区、万寿场社区、玉屏路社区、萱花路社区、文曲路社区、永青村、胜利村、丰田村、堂皇坝村、永钢村、杨广桥村、杨家店村和万寿村。